# Листвянка (Новосибирская область)
Листвянка — село в Черепановском районе Новосибирской области. Административный центр Татарского сельсовета.

## География
Расположено в 25 км к юго-востоку от районного центра — города Черепаново, в 130 км к юго-востоку от областного центра — города Новосибирска.
Площадь села — 130 гектаров.

## Население
| 2002 | 2007 | 2010 |
| ---- | ---- | ---- |
| 607  | ↗624 | ↘538 |

## История села
В XVII веке, когда развернулся процесс освоения и присоединения территорий Сибири к России, в 1625 году образовалось село Листвянка. Село получило свое название по реке Листвянка (тогда рек было три — Сухая, Улыбердь и Листвянка). Первыми поселенцами были Литвиновы, Хохловы, Коженовы, Томышевы — переселенцы из Воронежской, Тамбовской и Курской губерний. Село находилось в ведении Анисимовской волости, центр которой располагался в селе Анисимово (ныне в Алтайском крае). Анисимовская волость входила в состав Барнаульского уезда Томской губернии. К началу XX века (по сведениям 1908 г.) Листвянка насчитывала около 800 дворов. Местное население занималось скотоводством и земледелием. Землю обрабатывали деревянными боронами и плугами. Необходимую для жизни утварь изготавливали сами: одежду, обувь, инвентарь. В 1918 году территорию Западной Сибири занял Колчак. Самого А. В. Колчака в селе никто не видел, но отряды белогвардейцев часто наведывались в Листвянку. В 1920-е годы, как и повсюду в Сибири, в Листвянке шло установление Советской власти. Эти процессы происходили при активном участии Блинова З. И., Литвинова К. М., Литвиновой А. П. и других. В 1927 году в Листвянке была организована первая коммуна, получившая название «Искра», в неё вошли 30 дворов. Штаб коммуны располагался в доме И. Н. Смирнова. На первых порах коммунары объединяли инвентарь, скот, птицу и даже посуду. Уже через 3 месяца коммуну распустили. В 1931 году в село прибыли уполномоченные: Пахомов, Еременко, Белокобыльский. В Листвянке был основан колхоз «Вторая большевистская весна», состоявший из пяти отделений. Его первым председателем стал Трофим Никитович Бобер. В годы Великой Отечественной войны 130 человек из села ушли на фронт, из них 57 человек с войны не вернулись. В 1961 году три отделения колхоза — Татарка, Бураново и Листвянка — были объединены в совхоз «Медведский», получивший мясо-молочное направление. К совхозу было приписано 25 669 гектаров земли. В 1968 году совхоз переименовали в «Листвянский». Его первым директором стал Иван Артемьевич Стефаненко. В 1980-х годах село было отстроено практически заново. В этот период были заасфальтированы улицы.

## Инфраструктура
В селе по данным на 2021 год функционируют ФАП, школа-сад, 3 продовольственных магазина, библиотека и Дом Культуры. Имеется детская площадка.
Действует ОАО Листвянское (бывший совхоз «Листвянский»).